# Brézilhac
Brézilhac é uma comuna francesa na região administrativa de Occitânia, no departamento de Aude. Estende-se por uma área de 6,82 km². Em 2010 a comuna tinha 181 habitantes (densidade: 26,5 hab./km²).